# اثر زیست‌محیطی انرژی هسته‌ای
انرژی هسته‌ای حاصل از ساخت و بهره‌برداری نیروگاه هسته‌ای، چرخهٔ سوخت و حوادث هسته‌ای ناشی از آن اثرات زیست‌محیطی مختلفی از خود به جای می‌گذارد که برخی مثبت و شُماری منفی هستند. سوخت نیروگاه‌های هسته‌ای از منابع فسیلی تأمین نمی‌شود. در نتیجه، این نیروگاه‌ها به‌طور مستقیم کربن دی‌اکسید منتشر نمی‌کنند. کربن دی‌اکسید منتشرشده در حین استخراج، غنی‌سازی، تولید و انتقال سوخت در مقایسه با کربن دی‌اکسید منتشرشده از سوخت‌های فسیلی با راندمان انرژی معادل، مقداری ناچیز است. هرچند که چنین نیروگاه‌هایی باعث بروز مشکلات دیگری هم می‌شوند. کاهش انتشار کربن دی‌اکسید ناشی از مصرف انرژی هسته‌ای و انرژی‌های تجدیدپذیر سبب کاهش هزینه‌های زیست‌محیطی خواهد شد.
در صورت شکست پوشش ایمنی چرخهٔ هسته‌ای در اثر ذوب بیش از حد سوخت در رآکتور هسته‌ای، حجم زیادی از محصولات شِکافت اتمی در محیط آزاد شده و احتمال بروز فاجعه وجود دارد. در حالت عادی فعالیت چرخهٔ هسته‌ای، مواد رادیواکتیو کمتری از این نیروگاه‌ها در مقایسه با نیروگاه‌های زغالسنگ آزاد می‌شود. خاکستر بادی نیروگاه‌هایی که از سوخت زغالسنگ استفاده می‌کنند حاوی حجم بسیار زیادی از ترکیباتی چون توریم، اورانیوم و نوکلئیدهای دختر (نوکلیدی که در اثر واپاشی رادیواکتیو یک هستهٔ دیگر تولید می‌شود) است.
یک نیروگاه هسته‌ای بزرگ ممکن است که گرمای مازاد و تلف‌شدهٔ خود را به منبع طبیعی آب موجود در اطراف خود دفع کند. این روند می‌تواند منجر به افزایش دمای آب و بروز اثرات نامطلوب بر زندگی آبزیان شود. یکی از گزینه‌های جایگزین برای دفع گرما، استفاده از برجهای خنک‌کننده است. شمار زیادی از نیروگاه‌های هسته‌ای تجاری قادر به سوخت‌گیری برخط و مستمر نبوده و جهت جایگزینی سوخت مصرف‌شده با سوخت تازه نیازمند توقف فعالیت دورهای خود هستند. بسیاری از اُپراتورها، اِقدام به برنامه‌ریزی جهت توقف اجتناب ناپذیر فعالیت این نیروگاه‌های هسته‌ای در اوج تابستان می‌کنند. در این زمان، سطح آب رودخانه‌ها پایین آمده و انتقال گرمای تلف‌شده منجر به وارد آمدن آسیب بالقوهٔ زیادی به حوضهٔ آبریز اطراف نیروگاه می‌شود.
استخراج سنگ معدن اورانیوم می‌تواند سبب نابودی محیط اطراف معدن شود. گرچه، به کمک تکنولوژی مدرن فروشویی دَرجا (به نام معدنکاری محلولی) می‌توان اثر مخرب آن را در مقایسه با استخراج معادن زیرزمینی یا روباز به روش سنتی به حداقل رساند. دفع سوخت هسته‌ای مصرف‌شده هم چالشی جدّی است. بسیاری از طرحهای پیشنهادی در مورد ذخیره‌سازی درازمدت چنین پسماندهایی تحت ارزیابی جدی و انتقادات شدیدی قرار گرفته است. بهره‌گیری از سوخت تازه یا کمتر مصرف‌شده می‌تواند خطر گسترش تولید سلاح‌های هسته‌ای را به همراه داشته باشد. هرچند که تمام کشورهای مجهز به سلاح هسته‌ای، ترکیبات لازم جهت تولید اولین تسلیحات اتمی خود را از رآکتورهای تحقیقاتی (غیر نیروگاهی) یا رآکتورهای اختصاصی (تولیدی) در غنی‌سازی اورانیوم به دست آورده‌اند. در نهایت، برخی از قسمت‌های رآکتور هم به‌واسطهٔ فعالسازی نوترونی رادیواکتیویته شده و قبل از جایگزینی به روشی مقرون‌به‌صرفه و دفع به عنوان پسماند به چندین دهه نگهداری نیاز دارند. اقداماتی از قبیل کاهش محتوای کبالت در فولاد به منظور کاهش مقدار کُبالت-۶۰ تولیدشده در واکنش به جذب نوترون می‌تواند میزان مواد رادیواکتیو تولیدشده و سمیّت پرتوهای گسیل‌شدهٔ حاصل از آن را کاهش بدهد.

## جریانهای پسماند
نیروگاه‌های هسته‌ای حداقل دارای ۳ جریان پسماند هستند که ممکن است بر محیطزیست اثرگذار باشند. این جریان‌ها عبارتند از:
1. سوخت هسته‌ای مصرف‌شده در رآکتور (شامل محصولات شکافت هسته‌ای و ضایعات پلوتونیوم)،
2. پسماندها و تفاله‌های حاصل از معادن استخراج اورانیوم،
3. انتشار مقادیر نامشخصی از ترکیبات رادیواکتیو در اثر وقوع حوادث.

رآکتورهای هسته‌ای فعال (زایا) و بازیافتی قادر به کاهش نیاز به ذخیره‌سازی سوخت مصرف‌شده در مخازن زیرزمینی عمیق هستند. کاربرد چنین رآکتورهایی با موانع سیاسی و اقتصادی مواجه است. گرچه به غیر از آمریکا، این رآکتورها در کشورهایی چون هند، چین، ژاپن و فرانسه به عنوان بزرگ‌ترین تولیدکننده‌های انرژی هسته‌ای همچنان مورداستفاده قرار می‌گیرند.